# Польша на летних Олимпийских играх 1980
Польша принимала участие в Летних Олимпийских играх 1980 года в Москве (СССР), и завоевала 32 медали, из которых 3 золотые, 14 серебряные и 15 бронзовые. Сборную страны представляли 306 спортсменов (232 мужчины, 74 женщины).

## Медалисты
| Медаль  | Спортсмен                                                                      | Вид спорта           | Дисциплина                               |
| ------- | ------------------------------------------------------------------------------ | -------------------- | ---------------------------------------- |
| Золото  | Бронислав Малиновский                                                          | Лёгкая атлетика      | Мужчины, 3000 м с препятствиями          |
| Золото  | Владислав Козакевич                                                            | Лёгкая атлетика      | Мужчины, прыжки с шестом                 |
| Золото  | Ян Ковальчик                                                                   | Конный спорт         | Конкур, индивидуальное первенство        |
| Серебро | Павел Скшеч                                                                    | Бокс                 | Мужчины, до 81 кг                        |
| Серебро | Чеслав Ланг                                                                    | Велоспорт            | Мужчины, групповая шоссейная гонка       |
| Серебро | Ян Ковальчик Мариан Козицкий Веслав Хартман Януш Бобик                         | Конный спорт         | Конкур, командное первенство             |
| Серебро | Урсула Келян                                                                   | Лёгкая атлетика      | Женщины, прыжки в высоту                 |
| Серебро | Яцек Вшола                                                                     | Лёгкая атлетика      | Мужчины, прыжки в высоту                 |
| Серебро | Тадеуш Слюсарский                                                              | Лёгкая атлетика      | Мужчины, прыжки с шестом                 |
| Серебро | Зенон Личнерский Лешек Дунецкий Мариан Воронин Кшиштоф Зволиньский             | Лёгкая атлетика      | Мужчины, эстафета 4×100 м                |
| Серебро | Пётр Яблковский Анджей Лис Лешек Сворновский Людомир Хроновский Мариуш Стшалка | Фехтование           | Мужчины, командная шпага                 |
| Серебро | Малгожата Длужевская Чеслава Костяньская                                       | Академическая гребля | Женщины, двойки распашные без рулевой    |
| Серебро | Владислав Стецик                                                               | Борьба               | Мужчины, вольная борьба, до 52 кг        |
| Серебро | Юзеф Липень                                                                    | Борьба               | Мужчины, греко-римская борьба, до 57 кг  |
| Серебро | Анджей Супрон                                                                  | Борьба               | Мужчины, греко-римская борьба, до 68 кг  |
| Серебро | Ян Долгович                                                                    | Борьба               | Мужчины, греко-римская борьба, до 82 кг  |
| Серебро | Роман Берла                                                                    | Борьба               | Мужчины, греко-римская борьба, до 100 кг |
| Бронза  | Кшиштоф Коседовский                                                            | Бокс                 | Мужчины, до 57 кг                        |
| Бронза  | Казимеж Адах                                                                   | Бокс                 | Мужчины, до 60 кг                        |
| Бронза  | Казимеж Щерба                                                                  | Бокс                 | Мужчины, до 67 кг                        |
| Бронза  | Ежи Рыбицкий                                                                   | Бокс                 | Мужчины, до 75 кг                        |
| Бронза  | Януш Павловский                                                                | Дзюдо                | Мужчины, до 65 кг                        |
| Бронза  | Люцина Лангер                                                                  | Лёгкая атлетика      | Женщины, 100 м с барьерами               |
| Бронза  | Агнешка Чопек                                                                  | Плавание             | Женщины, 400 м комплексным плаванием     |
| Бронза  | Тадеуш Дембончик                                                               | Тяжёлая атлетика     | Мужчины, до 56 кг                        |
| Бронза  | Марек Северин                                                                  | Тяжёлая атлетика     | Мужчины, до 60 кг                        |
| Бронза  | Тадеуш Рутковский                                                              | Тяжёлая атлетика     | Мужчины, свыше 110 кг                    |
| Бронза  | Барбара Высочаньская                                                           | Фехтование           | Женщины, индивидуальная рапира           |
| Бронза  | Адам Робак Богуслав Зых Лех Козеёвский Мариан Сыпневский                       | Фехтование           | Мужчины, командная рапира                |
| Бронза  | Гжегож Стелляк Адам Томасяк Гжегож Новак Рышард Стаднюк Рышард Кубяк (рулевой) | Академическая гребля | Мужчины, четвёрки распашные с рулевым    |
| Бронза  | Александр Цихонь                                                               | Борьба               | Мужчины, вольная борьба, до 90 кг        |
| Бронза  | Адам Сандурский                                                                | Борьба               | Мужчины, вольная борьба, свыше 100 кг    |